# Aleksandr Czerniczenko
Aleksandr Czerniczenko (ros. Александр Черниченко; ur. 18 kwietnia 1982) – rosyjski zapaśnik walczący w stylu klasycznym. Brązowy medalista uniwersyteckich mistrzostwach świata z 2006. Mistrz Rosji w 2007 i trzeci w 2005 roku.